# La Fugue de Bart
La Fugue de Bart (France) ou Mauvaise farce (Québec) (Bart vs. Thanksgiving) est le 7e épisode de la saison 2 de la série télévisée d'animation Les Simpson.

## Synopsis
C'est Thanksgiving (« l'Action de grâce » au Québec) chez les Simpson et toute la famille est réunie. Lisa en profite pour montrer sa maquette représentant les célèbres femmes américaines. Mais Bart la détruit, et une bagarre éclate entre lui et Lisa. Il  est alors puni et envoyé dans sa chambre. Bart décide de fuguer avec le chien pour trouver une vie meilleure. Il arrive dans le quartier le plus pauvre de la ville et donne son sang pour avoir de l'argent, mais il s'évanouit. À son réveil, il est recueilli par deux clochards qui l'invitent à manger au centre d'accueil. Un reporter télé est présent au centre pour réaliser un reportage en direct. Les Simpson voient alors Bart et constatent sa fugue. La famille part alors à sa recherche, mais Bart décide de rentrer et finit par s'excuser auprès de Lisa.

## Première apparition
- Cet épisode marque la première apparition de Jacqueline Bouvier (hors flash-back), la mère de Marge.